# منطقة الوادي الأخضر (السودان)
تقع منطقة الوادي الاخضر تقع شرق منطقة بحري وتبعد عنها مسافة 22 كيلو متر وذلك عبر شارع المنطقة الصناعية بحري، بجوار مدينة الصحفيين حيث يحده من الناحية الغربية منطقة دردوق ويحدها من الناحية الجنوبية الغربية منطقة التلال والحاج يوسف ويفصلهما الترعة الرئيسية فقط.

## الخدمات بالمنطقة
توجد بالمنطقة كافة الخدمات الأساسية  من كهرباء، وشبكات مياه، وخطوط المواصلات، والمنطقة مخططة بشكل جميل ومنسق وأيضا بها ميادين كثيرة وتتميز بالشوارع الواسعة واللافت للنظر عند دخولك لمنطقة الوادي الاخضر هو التشجير الجميل لكل الشوارع بالمنطقة.

## كثرة مربعاتها
تتميز منطقة الوادي الأخضر بكثرة مربعاتها واختلاف درجات السكن درجة أولى وثانية وثالثة مما يجعلها منطقة مناسبة للسكن والشراء فيها بأسعار جيدة ومعقولة وتناسب متوسطي ومحدودي الدخل وأي شخص حسب قدرته المالية حيث تنقسم إلى

### مربعات الدرجة الأولى
يوجد في الوادي الاخضر العديد من المربعات ومن مربعات الدرجة الأولى وهي مربع 40، 41، 42، 43، 44، 45، 47، 48، 49,50 51. 52. بالإضافة لمربع 82.

### مربعات من الدرجة الثانية
وهي أقل في الأسعار من الدرجة الأولى.

### مربعات الدرجة الثالثة
هي الأقل في الخدمات.

يوجد في الوادي الاخضر العديد من المربعات ومن مربعات الدرجة الثالثة وهي مربع: 30, 31 32, 33, 34, 35, 36 37, 38 ,39